# Krystian Lupa
Krystian Lupa (ur. 7 listopada 1943 w Jastrzębiu-Zdroju) – polski reżyser teatralny, scenograf, grafik, dramaturg, tłumacz oraz pedagog. Lupa jest uznawany za jednego z najwybitniejszych polskich reżyserów teatralnych.

## Życiorys
Początkowo studiował na Wydziale Fizyki Uniwersytetu Jagiellońskiego w Krakowie. W latach 1963–1969 studiował na Akademii Sztuk Pięknych im. Jana Matejki w Krakowie (dyplom na Wydziale Grafiki, 1969), później przez dwa lata studiował reżyserię filmową w Państwowej Wyższej Szkole Filmowej, Telewizyjnej i Teatralnej im. Leona Schillera w Łodzi, a następnie reżyserię teatralną w Państwowej Wyższej Szkole Teatralnej im. Ludwika Solskiego w Krakowie w latach 1973–1977. W trakcie studiów był asystentem Jerzego Krasowskiego i Jerzego Golińskiego w Teatrze im. Juliusza Słowackiego w Krakowie.
Zadebiutował 8 maja 1976 reżyserią Rzeźni Sławomira Mrożka na deskach Teatru im. Juliusza Słowackiego w Krakowie. Po studiach związał się z dwoma teatrami: Teatrem im. Cypriana Kamila Norwida w Jeleniej Górze, prowadzonym wówczas przez reżyserkę Alinę Obidniak, gdzie z grupą młodych aktorów prowadził poszukiwania nowych form teatralnego wyrazu i ze Starym Teatrem im. Heleny Modrzejewskiej w Krakowie, który od 1984 stał się najczęstszym miejscem jego pracy.
Okres jeleniogórski to spektakle autorskie: „Przezroczysty pokój” (1979), „Kolacja” (1980), oraz inscenizacje sztuk Stanisława Ignacego Witkiewicza (polskiego prekursora teatru absurdu): „Nadobnisie i koczkodany” (1978), „Pragmatyści” (1981), „Maciej Korbowa i Bellatrix” (1986). Przedstawienia te, nazwane w manifeście reżysera „Teatrem Ujawnienia”, traktowały teatr jako jedną z możliwości poznania i przekroczenia granic ludzkiej osobowości. Syntezą tego kierunku poszukiwań stał się spektakl według powieści Alfreda Kubina „Po tamtej stronie” – 1985 („Die andere Seite”) – „Miasto snu” w Starym Teatrze w Krakowie, który był rodzajem podróży w głąb jaźni.
Następne spektakle powstałe w Starym Teatrze stanowiły zwrot w problematyce – podjęcie problemów etycznych oraz zgłębienie sytuacji duchowej człowieka w okresie wielkiej kulturowej przemiany. Były to: „Marzyciele” (1988) Roberta Musila, „Bracia. Dialogi o miłości i zbrodni...” według Fiodora Dostojewskiego (PWST w Krakowie) (1988), „Bracia Karamazow” (1990) według Fiodora Dostojewskiego, „Szkice z Człowieka bez właściwości” (1990) według Roberta Musila (spektakl zrealizowany w krakowskiej Państwowej Wyższej Szkole Teatralnej), „Malte” (1991) według Rainera Marii Rilkego, „Kalkwerk” (1992) według Thomasa Bernharda i „Lunatycy. Esch czyli anarchia” (1995) według Hermanna Brocha.
„Kalkwerk” według powieści Thomasa Bernharda rozpoczął przygodę z twórczością tego pisarza („Immanuel Kant” w Teatrze Polskim we Wrocławiu – 1996 i „Rodzeństwo” w Starym Teatrze – 1996) – która stała się okazją zgłębienia irracjonalnych mechanizmów osobowości i eksperymentów na temat „medialnego aktorstwa”.
Syntezą refleksji na temat duchowych przemian człowieka formacji europejsko-chrześcijańskiej stała się adaptacja III tomu „Lunatyków” Brocha – spektakl „Lunatycy. Huguenau, czyli rzeczowość” w Starym Teatrze w Krakowie (1998).
W następnych realizacjach („Powrót Odysa” Stanisława Wyspiańskiego w Teatrze Dramatycznym w Warszawie i „Prezydentki” Wernera Schwaba w Teatrze Polskim we Wrocławiu – oba w 1999) – podjęte zostały penetracje nieświadomych kreacji mitycznych. W adaptacji powieści-testamentu Thomasa Bernharda „Auslöschung – Wymazywanie”, Teatr Dramatyczny w Warszawie (2001), została podjęta radykalna próba penetracji kulturowych zafałszowań, w tym również – a może przede wszystkim – zafałszowań kondycji twórczej. W 2009 rozpoczął pracę nad tryptykiem „Persona.Tryptyk”. Pierwsza część (2009) – „Persona.Marilyn” poświęcona została Marilyn Monroe, druga – „Persona.Ciało Simone” – Simone Weil (2010).
Od 1983 jest pedagogiem, od 14 stycznia 1994 jest profesorem zwyczajnym Akademii Sztuk Teatralnych im. Stanisława Wyspiańskiego w Krakowie (do września 2017 funkcjonującej pod nazwą: Państwowa Wyższa Szkoła Teatralna), w latach 1990–1996 pełnił funkcję dziekana Wydziału Reżyserii Dramatu. Posiada tytuł profesora sztuk teatralnych o specjalizacji reżyseria i scenografia.

## Życie prywatne
W 2008 roku w wywiadzie dla miesięcznika „Film” publicznie oświadczył, że jest gejem. W latach sześćdziesiątych należał do ruchu hippisowskiego, a jego ówczesnym partnerem był malarz Zbysław Marek Maciejewski (1946–1999). Wieloletnim partnerem Lupy jest aktor Piotr Skiba.

## Nagrody i odznaczenia
Krystian Lupa jest laureatem najważniejszych polskich nagród teatralnych, między innymi Nagrody im. Konrada Swinarskiego – przyznawanej przez redakcję „miesięcznika „Teatr” – (1988) za reżyserię przedstawienia „Marzyciele” Roberta Musila w Starym Teatrze im. Heleny Modrzejewskiej w Krakowie, Nagrody im. Leona Schillera (1992) oraz licznych nagród na festiwalach krajowych i zagranicznych, m.in. Grand Prix dla „Lunatyków” za najlepszy spektakl zagraniczny we Francji w sezonie 1998/99.
W 2000 został odznaczony austriackim Krzyżem Honorowym Nauki i Sztuki I klasy za działalność na polu kultury, w tym samym roku otrzymał również Nagrodę Sekcji Krytyków Teatralnych PO ITI – Polskiego Ośrodka Międzynarodowego Instytutu Teatralnego za popularyzację polskiego teatru na świecie.
W 2005 został odznaczony przez Ministra Kultury i Dziedzictwa Narodowego Złotym Medalem „Zasłużony Kulturze Gloria Artis”. W 2009 otrzymał prestiżową Europejską Nagrodę Teatralną. Był dwukrotnie nominowany do Nagrody Literackiej Nike: w 2002 za Labirynt (finał nagrody) i w 2004 za Podglądania.
W 2010 został odznaczony rosyjskim Orderem Przyjaźni.
W 2014 otrzymał prestiżową austriacką nagrodę Nestroy Preis w kategorii najlepsza reżyseria - za spektakl „Holzfaellen” w Schauspielhaus Graz. W 2016 otrzymał litewską nagrodę teatralną Złoty Krzyż Sceny za wystawienie Placu Bohaterów Thomasa Bernharda w Litewskim Narodowym Teatrze Dramatycznym w Wilnie. W 2017 otrzymał nagrody francuskiego Stowarzyszenia Krytyków Teatru, Muzyki i Tańca za najlepsze przedstawienie zagraniczne oraz najlepszą książkę o teatrze. Otrzymał Nagrodę im. Tadeusza Żeleńskiego-Boya za rok 2020 za osiągnięcia w sztuce teatru, ze szczególnym uwzględnieniem autorskiego spektaklu „Capri. Wyspa uciekinierów” w Teatrze Powszechnym w Warszawie.
Został odznaczony francuskim Orderem Sztuki i Literatury w rangach Kawalera (2002) i Komandora (2017).
W 2017 został członkiem czynnym Polskiej Akademii Umiejętności.
W grudniu 2023 otrzymał odznakę Honoris Gratia.